# Hellbound & Heartless
Hellbound and Heartless je druhé studiové album kapely Vampires Everywhere!. Album bylo vydané 19. června 2012 přes vydavatelství Century Media a Hollywood Waste Records.

## Seznam skladeb
| Pořadí         | Název                             | Délka |
| -------------- | --------------------------------- | ----- |
| 1.             | I: Hellbound                      | 1:00  |
| 2.             | I Can't Breathe                   | 3:50  |
| 3.             | Beauty Queen                      | 3:00  |
| 4.             | Drug of Choice                    | 4:01  |
| 5.             | II: The Inferno                   | 0:21  |
| 6.             | Star of 666                       | 3:34  |
| 7.             | Kiss of Death                     | 3:19  |
| 8.             | Rape Me (Nirvana cover)           | 2:57  |
| 9.             | Plastic                           | 2:51  |
| 10.            | III: The 7th Gate                 | 0:45  |
| 11.            | Unholy Eyes                       | 3:24  |
| 12.            | Social Suicide                    | 3:36  |
| 13.            | IV: Born Individual               | 0:34  |
| 14.            | Anti-Hate                         | 3:06  |
| 15.            | Hell on Earth                     | 3:34  |
| 16.            | My Blood Is Yours (Amanda's Song) | 4:15  |
| Celková délka: | Celková délka:                    | 44:02 |